# Río Cañas Abajo (Puerto Rico)
Río Cañas Abajo is een plaats (comunidad) in het Amerikaanse unincorporated territory Puerto Rico, en valt bestuurlijk gezien onder gemeente Juana Díaz.

## Demografie
Bij de volkstelling in 2000 werd het aantal inwoners vastgesteld op 1185.

## Geografie
Volgens het United States Census Bureau beslaat de plaats een oppervlakte van 0,6 km², geheel bestaande uit land.

## Plaatsen in de nabije omgeving
De onderstaande figuur toont nabijgelegen plaatsen in een straal van 40 km rond Río Cañas Abajo.